# Викторийская хартия
Викториа́нская ха́ртия (англ. Victoria Charter) — совокупность поправок к Конституции Канады, предложенных в 1971. Этот документ представлял собой неудавшуюся попытку премьер-министра Канады Пьера Эллиота Трюдо репатриировать конституцию и добавить в неё хартию прав и свобод; в конце концов, в 1982 ему удалось ратифицировать Конституционный акт 1982.